# Popeye: Rush for Spinach
Popeye: Rush for Spinach è un videogioco action/platform basato sul famoso personaggio di Braccio di Ferro, uscito per Game Boy Advance nel 2005. È stato pubblicato negli Stati Uniti da Namco e in Europa da Atari l'anno successivo. A differenza degli altri titoli basati sul marinaio, questo non è mai uscito in Giappone.